# Maconcourt
Maconcourt település Franciaországban, Vosges megyében. Lakosainak száma 67 fő (2022. január 1.). Maconcourt Aboncourt, Beuvezin, Dommartin-sur-Vraine, Rainville, Saint-Prancher és Vicherey községekkel határos.

## Népesség
A település népességének változása:
| Lakosok száma | 85   | 82   | 78   | 75   | 73   | 72   | 70   | 68   | 67   |
|               | 2013 | 2015 | 2016 | 2017 | 2018 | 2019 | 2020 | 2021 | 2022 |